# سانجاک کاپلان
سانجاک کاپلان (انگلیسی: Sancak Kaplan؛ زادهٔ ۲۵ مهٔ ۱۹۸۲) بازیکن فوتبال اهل ترکیه است.
از باشگاه‌هایی که در آن بازی کرده‌است می‌توان به باشگاه ورزشی مالاتیااسپور، باشگاه فوتبال آدانااسپور، باشگاه فوتبال قاسم‌پاشا اسپور، و باشگاه فوتبال استانبول باشاک‌شهر اشاره کرد.